# فيديريكو كيرتز
فيديريكو كيرتز (بالإسبانية: Federico Kurtz)‏ هو عالم نبات أرجنتيني، ولد في 31 مايو 1854 في برلين في ألمانيا، وتوفي في 1921 في قرطبة في الأرجنتين.